# Chodorowa
Chodorowa – wieś w Polsce położona w województwie małopolskim, w powiecie nowosądeckim, w gminie Grybów.
| SIMC    | Nazwa    | Rodzaj    |
| ------- | -------- | --------- |
| 0426868 | Łany     | część wsi |
| 0426874 | Półanek  | część wsi |
| 0426880 | Zamłynie | część wsi |

Znajduje się na Pogórzu Rożnowskim. Zabudowania i pola uprawne Chodorowa znajdują się na dość rozległej w tym miejscu równinie doliny rzeki Biała i dolinach uchodzącego do niej potoku Jasienianka (Wojnarówka) i jego dopływu potoku Chodorówka.
Wieś kapituły kolegiaty w Bobowej w powiecie bieckim województwa krakowskiego w końcu XVI wieku. W latach 1975–1998 miejscowość administracyjnie należała do województwa nowosądeckiego.

## Ochotnicza Straż Pożarna
Znajduje się tu Ochotnicza Straż Pożarna, założona w 1957 r. Posiada samochód Mercedes Benz 1113 GBA 2,5/16.